# クリスティ・マーチン
クリスティ・マーチン（Christy Martin、1968年6月12日 - ）は、フロリダ州オーランド出身の女子プロボクサーである。別名「炭鉱夫の娘（Coalminer's Daughter）」。トレーナーは1991年に結婚し夫にもなったジム・マーチンであったが、2010年にクリスティを拳銃で撃ち殺人未遂の罪で刑務所へ入っている。「アメリカでもっとも成功し有名な女性ボクサー」といわれており、レズビアンであることを公表している。

## 来歴
「タフ・ウーマン・コンテスト」（アマチュア大会）での活躍がドン・キングの目に留まり、1989年9月9日に21歳でプロデビュー。その美貌から注目を集め、マイク・タイソンらの世界タイトルマッチの前座を務めるなど（日本でもWOWOWで放送される事があった。）、アメリカ女子ボクシングのパイオニアとして活躍した。
1989年11月4日、4戦目で初黒星を喫するが、翌年にダイレクトリマッチで勝利を挙げている。
1997年12月5日のマルセラ・アクーニャのデビュー戦の相手を務め、大差判定で退けた。
2002年12月6日、ミア・セント・ジョンと対戦。大差判定で勝利。
2003年8月23日、自身初の世界タイトル挑戦としてレイラ・アリと対戦。しかし4RKOで敗退。2年近くのブランクを作る。
2005年9月16日、ホリー・ホルムと対戦も、ジャッジ2人がフルマークを付けた大差判定で敗れる。
2008年7月18日、ヴァレリー・マーフードとNABF女子ミドル級王座決定戦を戦うがドロー。
女子ボクシング界を長きに渡り引っ張ってきたものの、タイトルには縁がなかった。しかし、2009年9月2日にダコタ・ストーンとのWBC女子スーパーウェルター級王座決定戦で2-0判定勝利を収め、キャリア20年で念願の王座を獲得した。
2011年6月4日、2年近くのブランクのあと、ダコタ・ストーンとダイレクトリマッチを行うが6回TKOで敗れる。
2012年8月14日、1年以上のブランクのあと、ミア・セント・ジョンと対戦するが10回判定負け。試合後、両選手共にボクシングから引退することを発表した。
同時期に活躍したライバル・ルシア・ライカからは何度も対戦を申し込まれ、スーパーファイトとして実現が期待されたが、マーチン側が拒否した。
2018年、アメリカ合衆国ボクシングライター・アソシエーションがマーチンの名前を冠したクリスティ・マーチン賞（年間最優秀女子ボクサー賞）を設立した。

### 殺人未遂事件
2010年11月23日、クリスティが自分はレズビアンでありパートナーの女性と暮らしていきたいと告白したところ、夫のジムが逆上しクリスティをナイフで数回刺し拳銃で銃撃した。クリスティは瀕死となりながらも通りかかった車に助けを求め病院に運ばれ一命は取り留めた。後のインタビューでクリスティは、夫には結婚する前からレズビアンでありその女性パートナーと付き合っていることを告げていたが、レズビアンであることを公表すれば、ボクシング界から追放され、家族もバッシングされるだろうと20年間以上脅され公表することが出来なかったと話している。
2012年4月、夫のジムに殺人未遂の罪で懲役25年の有罪判決が下される。